# Moteur OM 640 Mercedes-Benz
Le moteur OM 640 est un moteur thermique automobile à combustion interne, fabriqué par Mercedes-Benz entre 2004 et 2012. Il remplace l'OM 668 et sera remplacé par le OM 607.

## Historique
Le moteur OM 640 est également utilisé dans l'aviation légère par Thielert (Centurion 2.0) et Austro Engine (AE300/AE330).

## Caractéristiques

### Mécanique
Ce moteur est composé d'une distribution à chaîne comme beaucoup de moteur Mercedes-Benz, lui permettant d'avoir une très bonne fiabilité, sans nécessité de changer la distribution contrairement à un moteur à distribution à courroie.
Le refroidissement est établi grâce à un système de refroidissement à eau.

### Performance
| Moteur*              | Désignation | Cylindrée         | Performance                    | Couple                 |
| -------------------- | ----------- | ----------------- | ------------------------------ | ---------------------- |
| OM 640 DE 20 LA red. | 640.942     | 1 991 cm3 (2,0 L) | 60 kW (82 ch) à 4 200 tr/min   | 184 N m à 1 400 tr/min |
| OM 640 DE 20 LA red. | 640.940     | 1 991 cm3 (2,0 L) | 80 kW (109 ch) à 4 200 tr/min  | 255 N m à 1 600 tr/min |
| OM 640 DE 20 LA      | 640.941     | 1 991 cm3 (2,0 L) | 103 kW (140 ch) à 4 200 tr/min | 306 N m à 1 600 tr/min |

*Légende : OM = Oelmotor (moteur à huile) ; 640 = type ; DE = Direkteinspritzung (injection direct, dans le cylindre) ; chiffre 20 : cylindrée ; L : Ladeluftkühlung (intercooler) ; A : Abgasturbolader (turbocompresseur) ; red. = reduzierte(r) Leistung/Hubraum (Réduit(s) Puissance/Déplacement).

## Utilisation
| Variante                    | Classe / Série | Type     | Modèle                              | Année       |
| --------------------------- | -------------- | -------- | ----------------------------------- | ----------- |

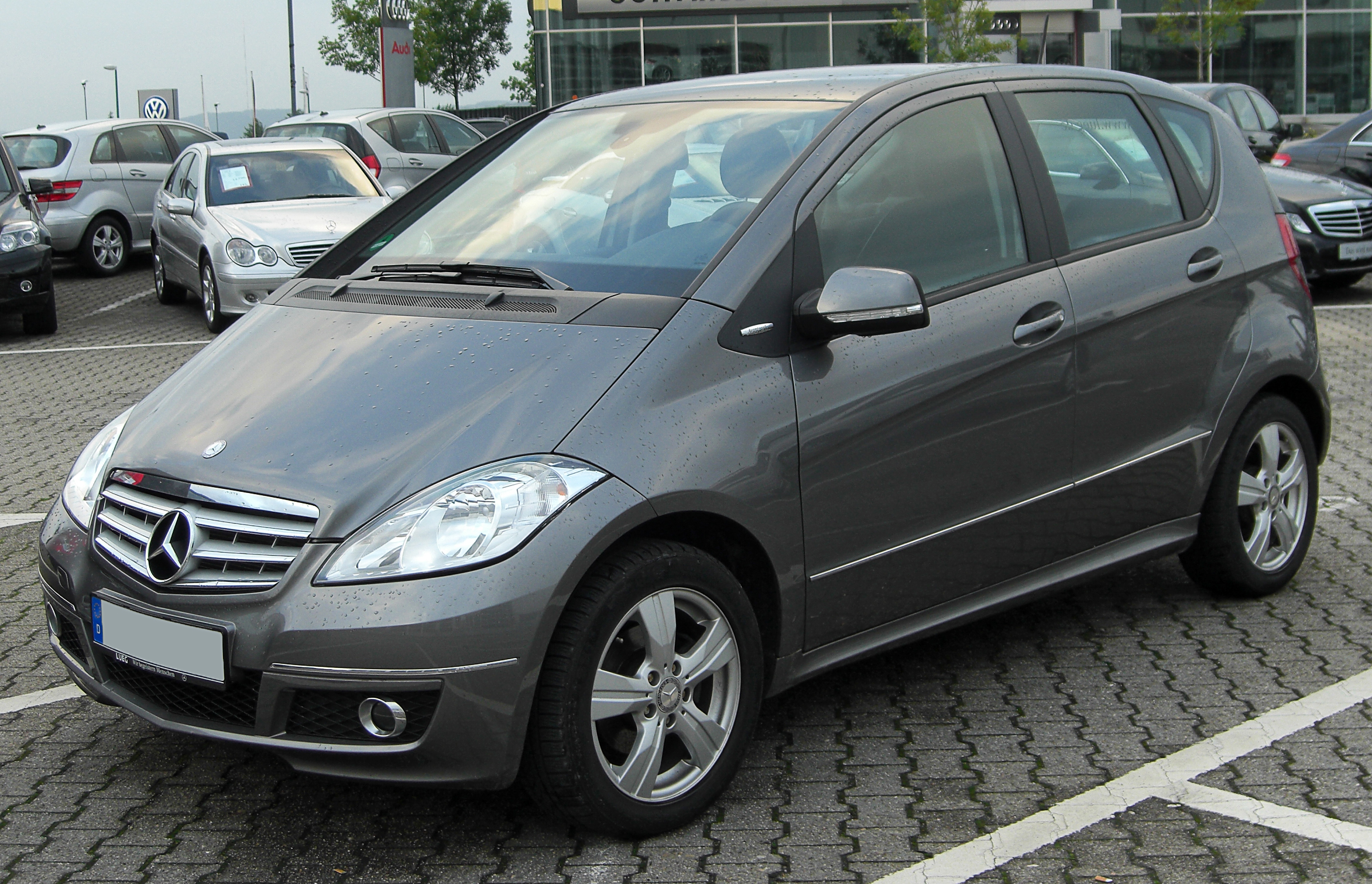
Classe A (Type 169).

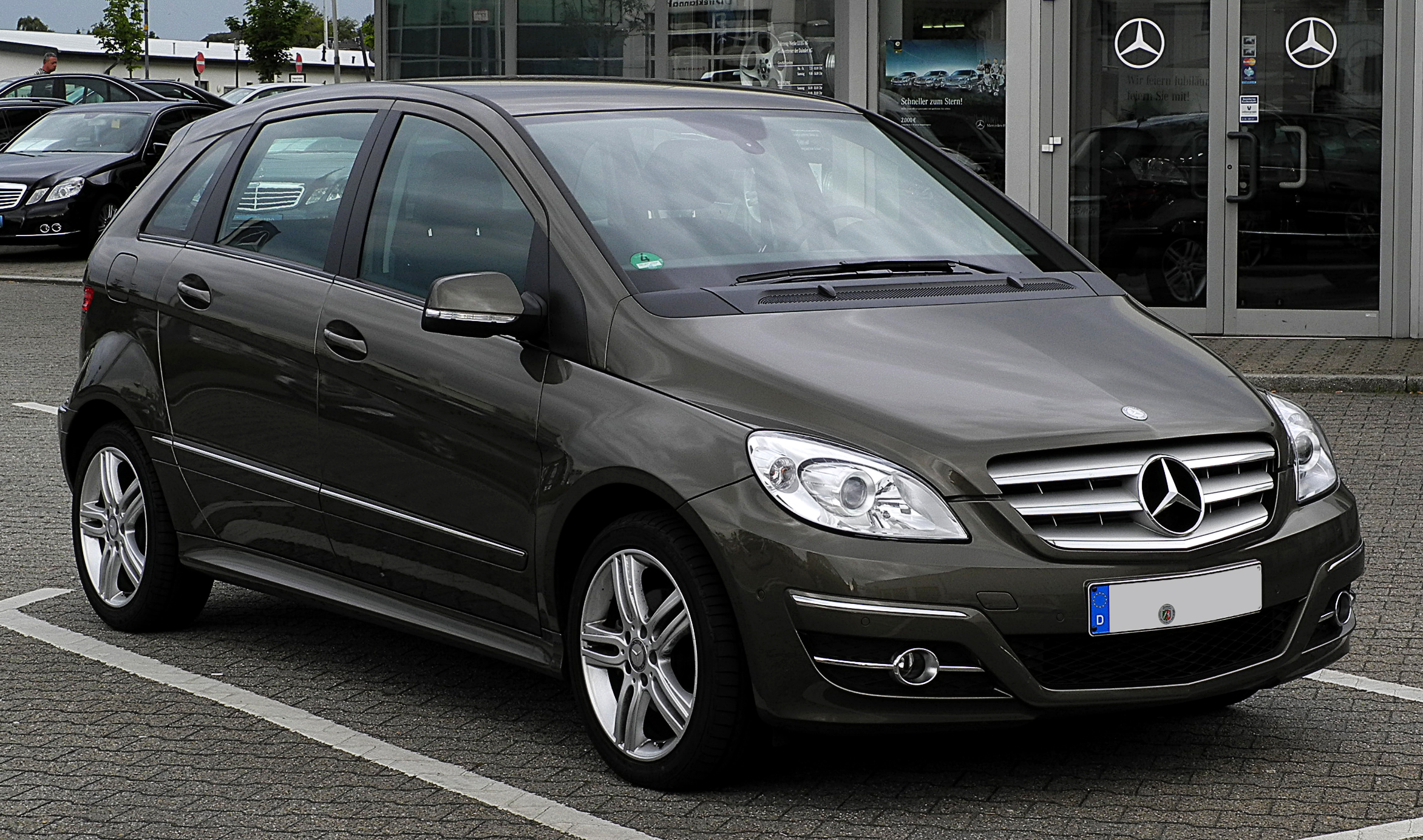
Classe B (Type 245).

| OM 640 DE 20 LA red. (.942) | Classe A       | Type 169 | A 160 CDI (Manu. ou Auto.)          | 2004 - 2012 |
| OM 640 DE 20 LA red. (.942) | Classe A       | Type 169 | A 160 CDI BlueEFFICIENCY (Manuelle) | 2009 - 2012 |
| OM 640 DE 20 LA red. (.940) | Classe A       | Type 169 | A 180 CDI (Manu. ou Auto.)          | 2004 - 2012 |
| OM 640 DE 20 LA red. (.940) | Classe B       | Type 245 | B 180 CDI (Manu. ou Auto.)          | 2005 - 2011 |
| OM 640 DE 20 LA (.941)      | Classe A       | Type 169 | A 200 CDI (Manu. ou Auto.)          | 2004 - 2012 |
| OM 640 DE 20 LA (.941)      | Classe B       | Type 245 | B 200 CDI (Manu. ou Auto.)          | 2005 - 2011 |